# جاش برولین
جاش جیمز برولین (انگلیسی: Josh James Brolin زادهٔ ۱۲ فوریه ۱۹۶۸ در سانتا مونیکا، کالیفرنیا) بازیگر آمریکایی است. از فیلم‌های معروف او می‌توان به دبلیو، جایی برای پیرمردها نیست، میلک و گانگستر آمریکایی و انتقام‌جویان: جنگ ابدیت و انتقام‌جویان: پایان بازی اشاره کرد. او در فیلم‌های دنیای سینمایی مارول، نقش تانوس را بازی کرد.

## خانواده
جاش برولین در سانتا مونیکا، کالیفرنیا و خانواده‌ای هنری زاده شد. در سن ۱۷ سالگی اولین فیلم خود را با نام گونیز بازی کرد و پس از آن در فیلم موفق جایی برای پیرمردان نیست شناخته شد. پدر او جیمز برولین بازیگر سینما است. وی صاحب دو دختر و یک پسر است.
در تابستان ۲۰۱۷ ضبط فیلم ددپول ۲، سری دیگر “مردان ایکس» حضور یافت. این بازیگر گرچه چندان قدبلند نیست (قد او ۱۷۸ سانتی‌متر است) اما در نقش کیبل جهش‌یافته، شریک و نقطه مقابل ددپول حضور یافت. برولین برای این نقش زیر نظر دیوید و استفانی لوواتو تمرین کرد. او شش روز در هفته تمرین کرده و تصاویر را در اینستاگرام خود به اشتراک می‌گذاشت. فیلم درام تنها شجاعان (۲۰۱۷) براساس داستان واقعی آتش‌سوزی آریزونا در سال ۲۰۱۳ که ۱۹ نفر از خدمه گرانیت مونتین را به کشتن داد، ساخته شد.
او و پدرش در نقش دو رئیس‌جمهور آمریکا بازی کرده‌اند؛ پدرش در نقش رونالد ریگان و خودش در نقش جورج بوش.
در دوران نوجوانی عضو یک گروه خلافکار متشکل از پسران نوجوان پولدار و فقیر در سانتا باربارا بود که در آن مجبور به دزدی ماشین و مصرف موارد مخدر مانند هروئین شده بود.
جاش به عنوان یک معامله‌گر سهام هم فعالیت می‌کند. ثروت او حدود ۳۵ میلیون دلار تخمین زده می‌شود. خاویر باردم و بنیسیو دل تورو دوستان صمیمی او هستند. در مصاحبه ای اعلام کرده که اگر بازیگر نمی‌شد قطعاً یک آشپز شده بود.

## جوایز
او برای فیلم میلک نامزد جایزه اسکار بهترین بازیگر نقش مکمل مرد شد.

## فیلم‌شناسی
- گونیز (۱۹۸۵)
- خیابان جامپ شماره ۲۱
- بهترین طرح‌های ارائه شده (۱۹۹۳)
- قاتلان جاده‌ای (۱۹۹۵)
- لاس زدن با فاجعه (۱۹۹۶)
- بستری از گل‌های رز (۱۹۹۶)
- جوخه مد (۱۹۹۹)
- این خشم است (۱۹۹۹)
- مرد توخالی (۲۰۰)
- در میان آبی (۲۰۰۵)
- ملیندا و ملیندا (۲۰۰۵)
- جایی برای پیرمردها نیست (۲۰۰۷)
- گانگستر آمریکایی (۲۰۰۷)
- دبلیو (۲۰۰۸)
- میلک (۲۰۰۸)
- زنان در دردسر (۲۰۰۹)
- وال استریت: پول هرگز نمی‌خوابد (۲۰۱۰)
- بی‌باک (۲۰۱۰)
- شجاعت واقعی (۲۰۱۰)
- غریبه‌ای دراز و سیاه را ملاقات خواهی کرد (۲۰۱۰)
- جونا هکس (۲۰۱۰)
- انتقام جویان (۲۰۱۲)
- مردان سیاه‌پوش ۳ (۲۰۱۲)
- روز کارگر (۲۰۱۳)
- جوخه گانگستر (۲۰۱۳)
- همکلاسی قدیمی (۲۰۱۳)
- شهر گناه: بانویی که بخاطرش می‌کشم (۲۰۱۴)
- نگهبانان کهکشان (۲۰۱۴)
- سیکاریو (۲۰۱۵)
- انتقام جویان:عصر اولتران (۲۰۱۵)
- درود بر سزار! (۲۰۱۶)
- تنها شجاعان (۲۰۱۷)
  - انتقام‌جویان: جنگ ابدیت (۲۰۱۸)
- ددپول ۲ (۲۰۱۸)
- سیکاریو ۲: روز سرباز
- انتقام‌جویان: پایان بازی (۲۰۱۹)
- تلماسه (۲۰۲۱)
- محدوده بیرونی (۲۰۲۲)